# Дискография Dinosaur Jr.
Дискография Dinosaur Jr. — альтернативной рок-группы из Амхерста, штат Массачусетс, состоит из двенадцати студийных альбомов, двух концертных альбомов, пятнадцати мини-альбомов, семи сборников и нескольких синглов. Первый альбом группы — Dinosaur, был выпущен лейблом Homestead Records, а остальная часть альбомов были выпущены лейблом Blanco y Negro Records.

## Альбомы

### Студийные альбомы
| Название                       | Детали альбома | Позиции в чартах | Позиции в чартах | Позиции в чартах | Позиции в чартах | Позиции в чартах | Позиции в чартах | Позиции в чартах | Позиции в чартах | Позиции в чартах |
| Название                       | Детали альбома | US               | AUS              | BEL              | GER              | JPN              | NL               | NZ               | SWE              | UK               |
| ------------------------------ | --- | ---------------- | ---------------- | ---------------- | ---------------- | ---------------- | ---------------- | ---------------- | ---------------- | ---------------- |
| Dinosaur                       | - Выпущен: 16 июля 1985 г. - Лейбл: Homestead / Merge (переиздание) - Формат: CD, аудиокассета, винил                | –                | –                | –                | –                | –                | –                | –                | –                | –                |
| You’re Living All Over Me      | - Выпущен: 14 декабря 1987 г. - Лейбл: SST / Merge (переиздание) - Формат: CD, аудиокассета, винил                   | –                | –                | –                | –                | –                | –                | –                | –                | –                |
| Bug                            | - Выпущен: 31 октября 1988 г. - Лейбл: SST / Merge (переиздание) - Формат: CD, аудиокассета, винил                   | –                | –                | –                | –                | –                | –                | –                | –                | –                |
| Green Mind                     | - Выпущен: 19 февраля 1991 г. - Лейбл: Blanco y Negro / Sire / Rhino (переиздание) - Формат: CD, аудиокассета, винил | 168              | –                | –                | –                | –                | –                | 24               | –                | 36               |
| Where You Been                 | - Выпущен: 9 февраля 1993 г. - Лейбл: Blanco y Negro / Sire / Rhino (переиздание) - Формат: CD, аудиокассета, винил  | 50               | 45               | –                | 69               | –                | 82               | 29               | 24               | 10               |
| Without a Sound                | - Выпущен: 23 августа 1994 г. - Лейбл: Blanco y Negro / Sire - Формат: CD, аудиокассета, винил                       | 44               | 13               | –                | –                | –                | 91               | 17               | 7                | 24               |
| Hand It Over                   | - Выпущен: 25 марта 1997 г. - Лейбл: Blanco y Negro / Sire - Формат: CD, аудиокассета, винил                         | 188              | –                | –                | –                | –                | –                | –                | 30               | 82               |
| Beyond                         | - Выпущен: 1 мая 2007 г. - Лейбл: Fat Possum Records - Формат: CD, винил, цифровая дистрибьюция                      | 69               | 94               | 34               | 49               | 42               | –                | –                | 30               | 52               |
| Farm                           | - Выпущен: 23 июня 2009 г. - Лейбл: Jagjaguwar - Формат: CD, винил, цифровая дистрибьюция                            | 29               | –                | 53               | 77               | 72               | –                | –                | 40               | 80               |
| I Bet on Sky                   | - Выпущен: 18 сентября 2012 г. - Лейбл: Jagjaguwar - Формат: CD, винил                                               | 51               | 97               | 61               | 39               | 91               | –                | –                | 24               | 73               |
| Give a Glimpse of What Yer Not | - Выпущен: 5 августа 2016 г. - Лейбл: Jagjaguwar - Формат: CD, винил, цифровая дистрибьюция                          | 72               | 38               | 29               | 18               | 57               | 49               | –                | 56               | 23               |
| Sweep It Into Space            | - Выпущен: 23 апреля 2021 г. - Лейбл: Jagjaguwar - Формат: CD, винил, цифровая дистрибьюция                          | 115              | 61               | 21               | 9                | 85               | 82               | 40               | –                | 29               |

### Концертные альбомы
| Название                                              | Детали альбома                                                                             | Позиции в чартах |
| Название                                              | Детали альбома                                                                             | US               |
| ----------------------------------------------------- | ------------------------------------------------------------------------------------------ | ---------------- |
| Bug: Live at the 9:30 Club, Washington, DC, June 2011 | - Выпущен: 10 июля 2012 г. - Лейбл: Outer Battery Records - Формат: Винил                  | –                |
| Chocomel Daze                                         | - Выпущен: 19 ноября 2012 г. - Лейбл: Merge Records - Формат: Винил, цифровая дистрибьюция | –                |
| Emptiness at the Sinclair                             | - Выпущен: 29 октября 2021 г. - Лейбл: Jagjaguwar - Формат: Цифровая дистрибьюция          | –                |

### Сборники
| Название                                      | Детали альбома                                                                                  | Позиции в чартах |
| Название                                      | Детали альбома                                                                                  | JPN              |
| --------------------------------------------- | ----------------------------------------------------------------------------------------------- | ---------------- |
| Fossils                                       | - Выпущен: 6 августа 1991 г. - Лейбл: SST - Выпущен: CD, аудиокассета                           | –                |
| Whatever's Cool with Me                       | - Выпущен: 22 октября 1991 г. - Лейбл: Sire - Выпущен: CD, аудиокассета                         | –                |
| BBC: In Session                               | - Выпущен: 8 февраля 1999 г. - Лейбл: Strange Fruit - Выпущен: CD, винил, цифровая дистрибьюция | –                |
| Ear-Bleeding Country: The Best of Dinosaur Jr | - Выпущен: 2 октября 2001 г. - Лейбл: Rhino - Выпущен: CD, винил                                | –                |
| Zombie Worm                                   | - Выпущен: 22 февраля 2006 г. - Лейбл: Imperial - Выпущен: CD                                   | 148              |